# Nicholas Braun
Nicholas Joseph Braun (Bethpage, 1 mei 1988) is een Amerikaanse acteur.
Braun staat bekend om zijn rol als Greg Hirsch in de HBO-serie Succession (2018-2023), waarvoor hij drie nominaties heeft ontvangen voor de Primetime Emmy Award voor beste mannelijke bijrol in een dramaserie.

## Filmografie

### Film
| Jaar | Titel                           | Rol                |
| ---- | ------------------------------- | ------------------ |
| 2005 | Sky High                        | Zach / Zach Attack |
| 2009 | The First Time                  | Ernie              |
| 2011 | Red State                       | Billy Ray          |
| 2011 | Chalet Girl                     | Nigel              |
| 2011 | Prom                            | Lloyd Taylor       |
| 2012 | The Watch                       | Jason              |
| 2012 | The Perks of Being a Wallflower | Ponytail Derek     |
| 2013 | At Middleton                    | Justin             |
| 2014 | Date and Switch                 | Michael            |
| 2015 | The Stanford Prison Experiment  | Karl Vandy         |
| 2015 | Poltergeist                     | Boyd               |
| 2015 | Freaks of Nature                | Dag Parker         |
| 2016 | How to Be Single                | Josh               |
| 2016 | Whiskey Tango Foxtrot           | Tall Brian         |
| 2016 | Get a Job                       | Charlie            |
| 2016 | Good Kids                       | Andy Evans         |
| 2017 | The Year of Spectacular Men     | Charlie            |
| 2017 | Avenues                         | Peter              |
| 2020 | Zola                            | Derrek             |
| 2020 | The Big Ugly                    | Will               |
| 2023 | Cat Person                      | Robert             |
| 2023 | Dream Scenario                  | Brian Berg         |

### Televisie
| Jaar      | Titel                                    | Rol                | Opmerkingen                                     |
| --------- | ---------------------------------------- | ------------------ | ----------------------------------------------- |
| 2001      | Walter and Henry                         | Henry              | Televisiefilm                                   |
| 2002      | Law & Order: Special Victims Unit        | Kid                | Aflevering "Surveillance"                       |
| 2004      | Carry Me Home                            | Zeke               | Televisiefilm                                   |
| 2006      | Without a Trace                          | Zander Marrs       | Aflevering "Fade-Away"                          |
| 2007      | Shark                                    | Craig              | Aflevering "Teacher's Pet"                      |
| 2008      | Minutemen                                | Zeke Thompson      | Televisiefilm                                   |
| 2008      | Cold Case                                | Lenny Snow (1951)  | Aflevering "Shore Leave"                        |
| 2009      | The Secret Life of the American Teenager | Randy              | Aflevering "Money for Nothing, Chicks for Free" |
| 2009      | Princess Protection Program              | Ed                 | Televisiefilm                                   |
| 2009–2010 | 10 Things I Hate About You               | Cameron James      | 20 afleveringen                                 |
| 2009      | Three Rivers                             | Michael            | Aflevering "The Luckiest Man"                   |
| 2011      | CSI: Crime Scene Investigation           | Neal Monroe        | Aflevering "Hitting for the Cycle"              |
| 2011      | Brave New World                          | Matt Koutnick      | Televisiefilm                                   |
| 2012      | Friend Me                                | Rob                | 8 afleveringen                                  |
| 2018–2023 | Succession                               | Greg Hirsch        | 39 afleveringen                                 |
| 2020      | Home Movie: The Princess Bride           | The Albino         | 2 afleveringen                                  |
| 2021      | Calls                                    | Tim (stem)         | Aflevering "The End"                            |
| 2021      | Saturday Night Live                      | zichzelf           | Aflevering "Jason Sudeikis / Brandi Carlile"    |
| 2021      | Santa Inc.                               | Devin (stem)       | 7 afleveringen                                  |
| 2022      | The Simpsons                             | Cousin Greg (stem) | Aflevering "Meat Is Murder"                     |
| 2022      | Documentary Now!                         | Kevin Butterman    | 2 afleveringen                                  |